# Невер

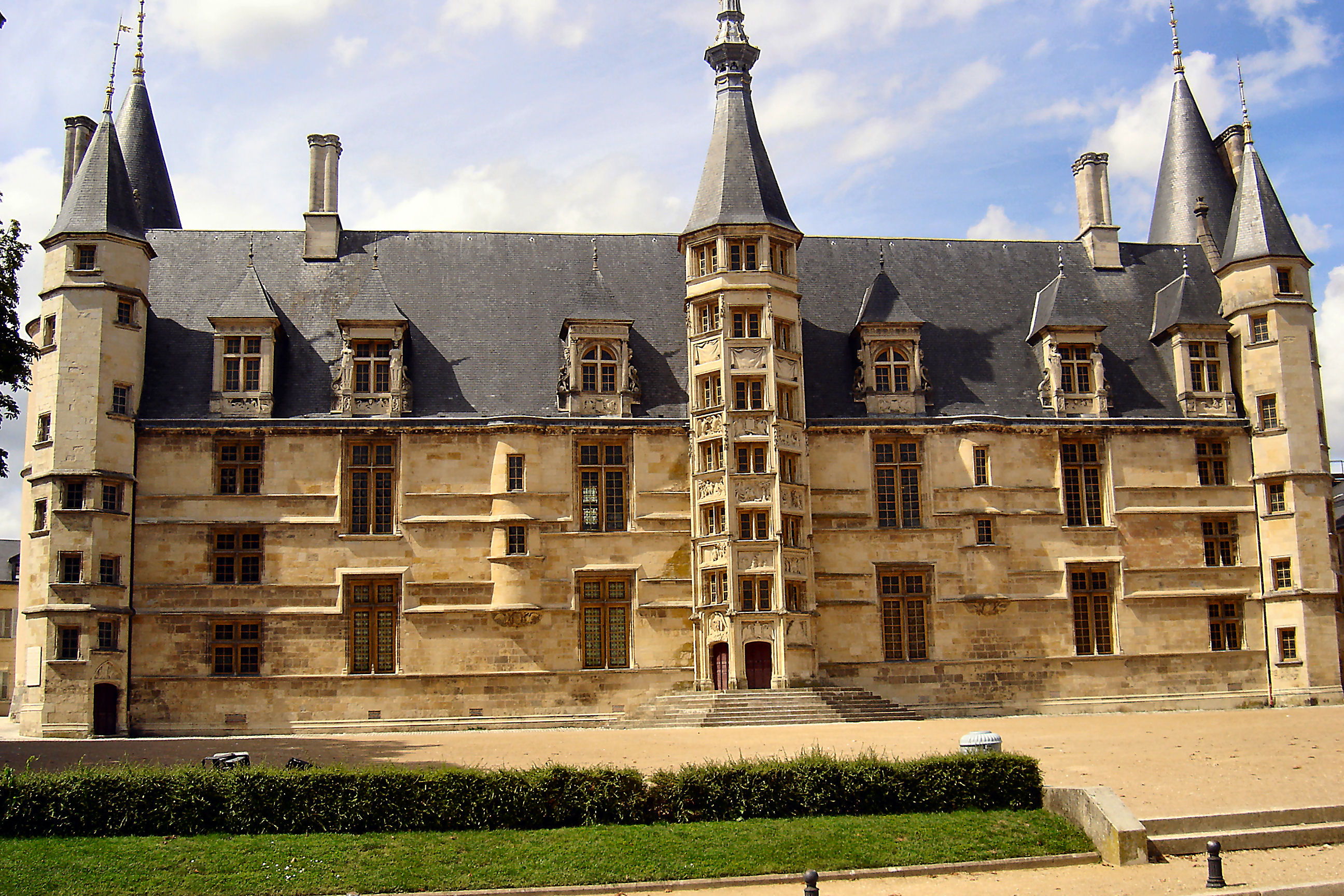
Герцогський палац у Невері

Неве́р (фр. Nevers) — місто та муніципалітет у Франції, у регіоні Бургундія-Франш-Конте, адміністративний центр департаменту Ньєвр. Населення — 32 830 осіб (01.01.2021).
Муніципалітет розташований на відстані близько 220 км на південь від Парижа, 150 км на захід від Діжона.

## Історія
У римський час Невер був містом едуїв, із назвою Noviodunum або Nivernum. За часів Хлодвіга, 506 року, тут було засновано однойменне єпископство. Графів Неверських уперше згадують у IX столітті. Граф Гійом з Невера брав участь у першому хрестовому поході.
Коли згасла чоловіча лінія Неверського дому (1184), Неверське графство, шляхом шлюбу, дісталося П'єрові де Куртене, колишньому латинському імператору в Константинополі. Потім протягом тривалого періоду ним володіли графи Фландрські (дім Дамп'єр) та герцоги Бургундські (нащадки Філіпа Сміливого).
1538 року король Франциск I перетворив Неверське графство у герцогство Нівернське для свого тезки, Франциска Клевського. Йому наслідували один за одним сини (від шлюбу з сестрою Антуана Вандомского), після смерті останнього з яких (1564 року) Невер та Ретель відійшли до їхньої сестри — дружини Лодовіко Гонзага.
1659 року правнук останнього, мантуанський герцог Карл III Гонзага, продав Невер кардиналу Мазаріні, після якого його отримав у спадок небіж кардинала, Філіп-Жульєн Манчіні-Мазаріні (1641–1707). Його нащадки з родини Манчіні зберігали титул герцогів Неверських до самої революції (останнім був письменник Луї Жуль Манчіні).

## Пам'ятки старовини
- Герцогський палац XV століття, перебудований Клевською династією в епоху ренесансу. В 1980-і роки пристосований під будівлю мерії з ініціативи політика українського походження П'єра Береговуа.
- Готичний собор Сен-Сір — середньовічний храм X–XVI століття, реконструйований після пошкоджень у роки Другої світової війни.
- Романська церква Сент-Етьєн (1192) переважно збереглася, незважаючи на руйнування революційного часу.
- Паризька тріумфальна арка — споруджена на згадку про битву при Фонтенуа.

## Демографія
Динаміка населення (Cassini і INSEE ):
Розподіл населення за віком та статтю (2006):
| Стать | Всього | До 15 років | 15-24 | 25-44 | 45-64 | 65-85 | Понад 85 |
| --- | ------ | ----------- | ----- | ----- | ----- | ----- | -------- |
| Чоловіки | 17 571 | 3136        | 2738  | 4389  | 4417  | 2614  | 277      |
| Жінки | 20 926 | 3088        | 2647  | 4805  | 5252  | 4365  | 769      |
| \| Статево-вікова піраміда \| Статево-вікова піраміда \| Статево-вікова піраміда \| \| ----------------------- \| ----------------------- \| ----------------------- \| \| Чоловіки \| Вік \| Жінки \| \| 277 \| 85 + \| 769 \| \| 486 \| 80-84 \| 1020 \| \| 615 \| 75-79 \| 1192 \| \| 687 \| 70-74 \| 1147 \| \| 826 \| 65-69 \| 1006 \| \| 771 \| 60-64 \| 951 \| \| 1142 \| 55-59 \| 1314 \| \| 1249 \| 50-54 \| 1469 \| \| 1255 \| 45-49 \| 1518 \| \| 1156 \| 40-44 \| 1309 \| \| 1073 \| 35-39 \| 1187 \| \| 1017 \| 30-34 \| 1098 \| \| 1143 \| 25-29 \| 1211 \| \| 1449 \| 20-24 \| 1301 \| \| 1289 \| 15-20 \| 1346 \| \| 1113 \| 10-14 \| 1099 \| \| 985 \| 5-9 \| 969 \| \| 1038 \| 0-4 \| 1020 \| |        |             |       |       |       |       |          |
| Статево-вікова піраміда |        |             |       |       |       |       |          |
| Чоловіки | Вік    | Жінки       |       |       |       |       |          |
| 277 | 85 +   | 769         |       |       |       |       |          |
| 486 | 80-84  | 1020        |       |       |       |       |          |
| 615 | 75-79  | 1192        |       |       |       |       |          |
| 687 | 70-74  | 1147        |       |       |       |       |          |
| 826 | 65-69  | 1006        |       |       |       |       |          |
| 771 | 60-64  | 951         |       |       |       |       |          |
| 1142 | 55-59  | 1314        |       |       |       |       |          |
| 1249 | 50-54  | 1469        |       |       |       |       |          |
| 1255 | 45-49  | 1518        |       |       |       |       |          |
| 1156 | 40-44  | 1309        |       |       |       |       |          |
| 1073 | 35-39  | 1187        |       |       |       |       |          |
| 1017 | 30-34  | 1098        |       |       |       |       |          |
| 1143 | 25-29  | 1211        |       |       |       |       |          |
| 1449 | 20-24  | 1301        |       |       |       |       |          |
| 1289 | 15-20  | 1346        |       |       |       |       |          |
| 1113 | 10-14  | 1099        |       |       |       |       |          |
| 985 | 5-9    | 969         |       |       |       |       |          |
| 1038 | 0-4    | 1020        |       |       |       |       |          |

## Економіка
2010 року серед 22 994 осіб працездатного віку (15—64 років) 15 354 були активними, 7640 — неактивними (показник активності 66,8%, у 1999 році було 69,8%). З 15 354 активних мешканців працювало 12 645 осіб (6415 чоловіків та 6230 жінок), безробітними було 2709 (1352 чоловіки та 1357 жінок). Серед 7640 неактивних 2513 осіб було учнями чи студентами, 2120 — пенсіонерами, 3007 були неактивними з інших причин.

У 2010 році в муніципалітеті числилось 17612 оподаткованих домогосподарств, у яких проживали 34300,0 особи, медіана доходів виносила 16 569 євро на одного особоспоживача

## Міста-побратими
- Мантуя, Італія (1959)
- Шарлевіль-Мезьєр, Франція (1959)
- Кобленц, Німеччина (1963)
- Лунд, Швеція (1967)
- Neubrandenburg, Німеччина (1973)
- Сент-Олбанс, Велика Британія (1974)
- Хаммамет, Туніс (1984)
- Куртя-де-Арджеш, Румунія (1990)
- Седльце, Польща (2002)
- Ставруполі, Греція (2004)
- Тайчжоу, КНР (2006)

## Відомі люди
- Ян II Казимир — король Польщі, помер тут

## Уродженці
- Парфе Манданда (*1989) — конголезький футболіст, воротар.

## Галерея зображень

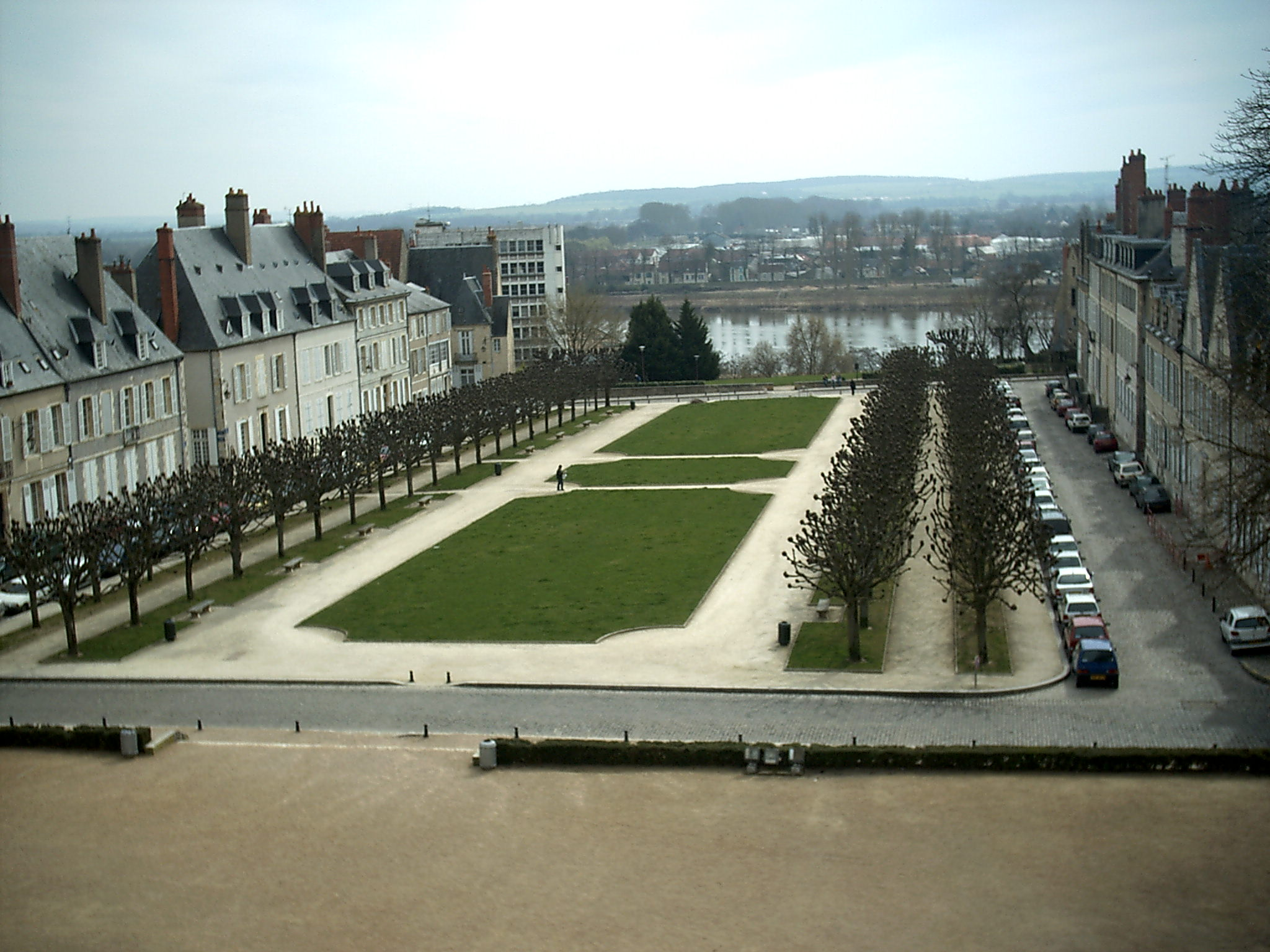
Площа Республіки
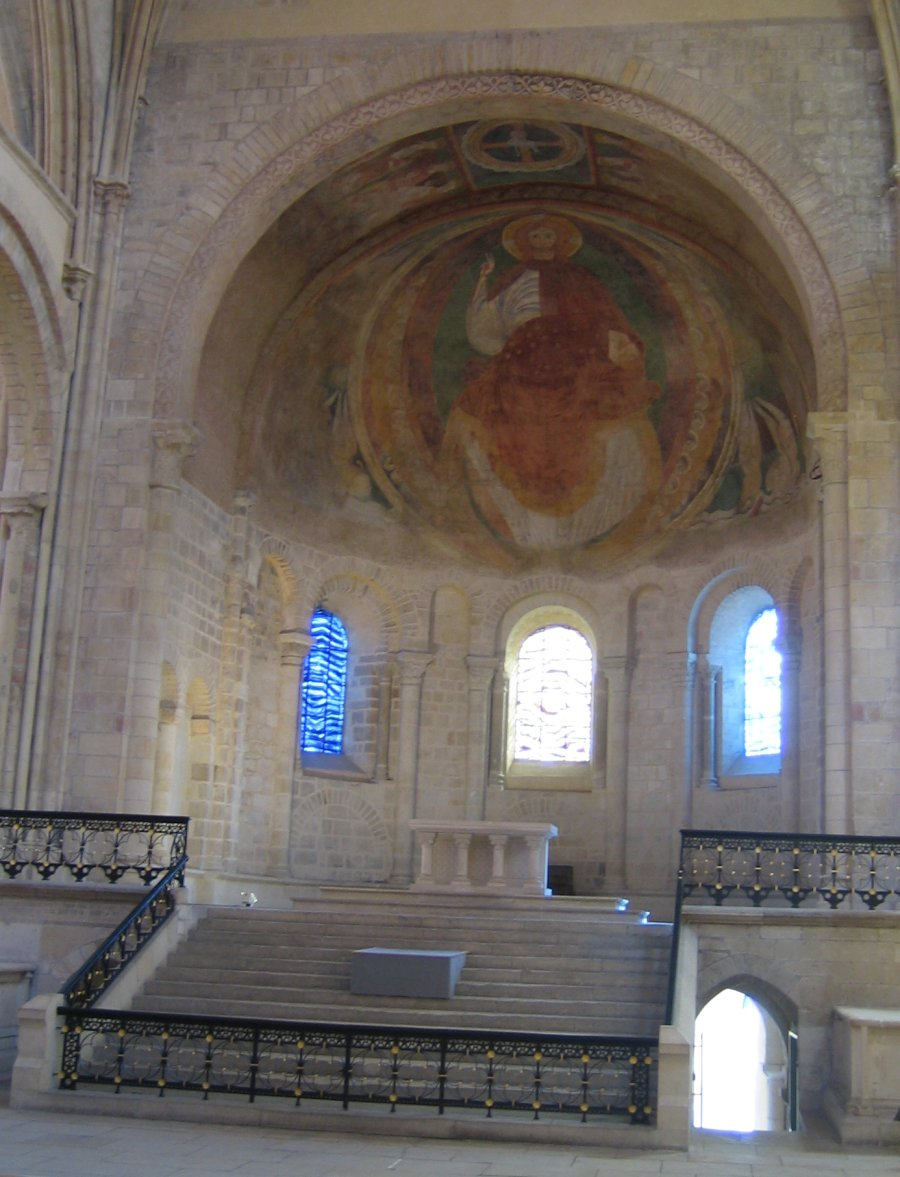
Романські хори собору в Невері
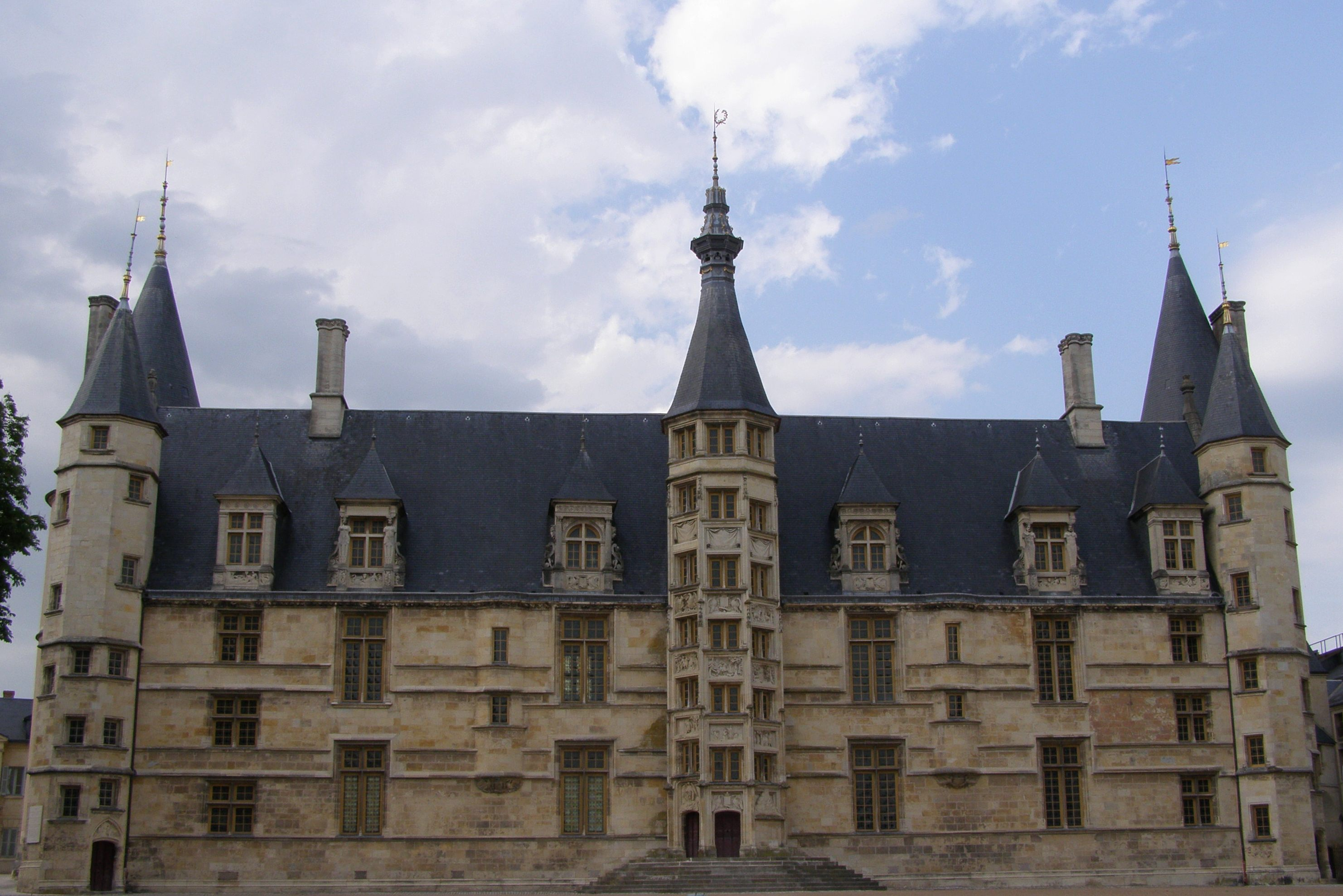
Герцогський палац
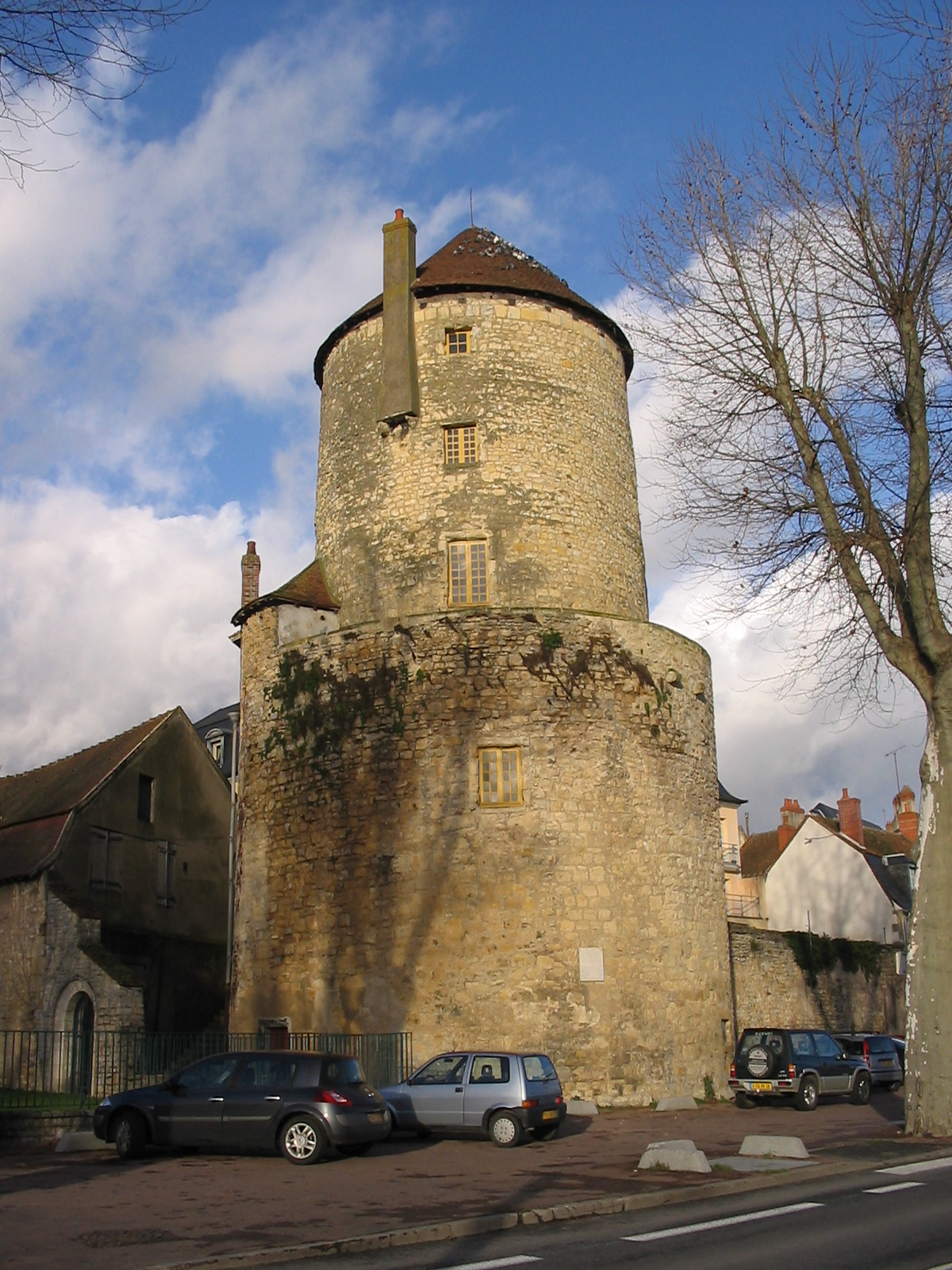
Башта Ґоґен
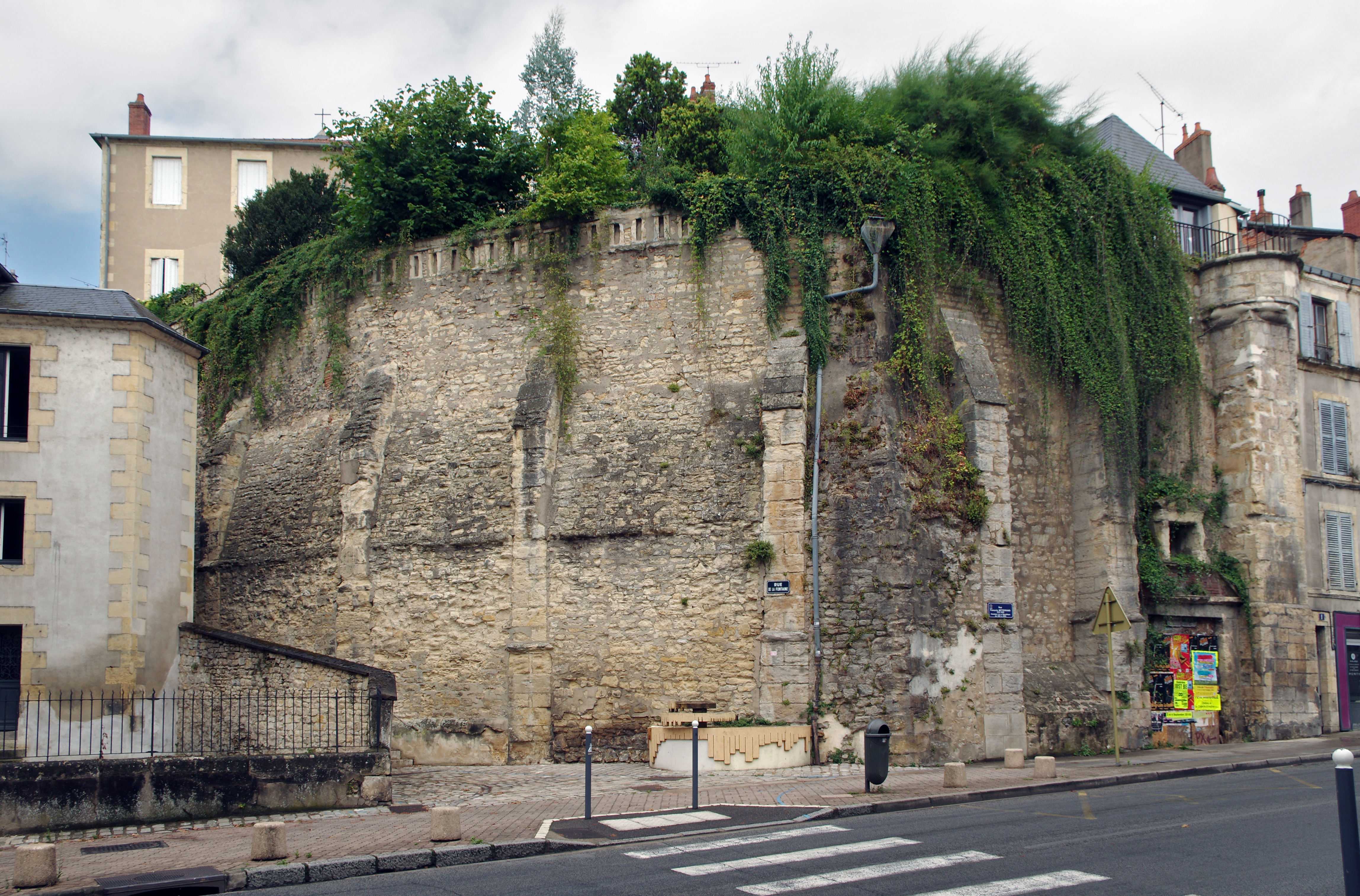
Залишки старих валів (12-17 ст.), Рю де ля Фонтен
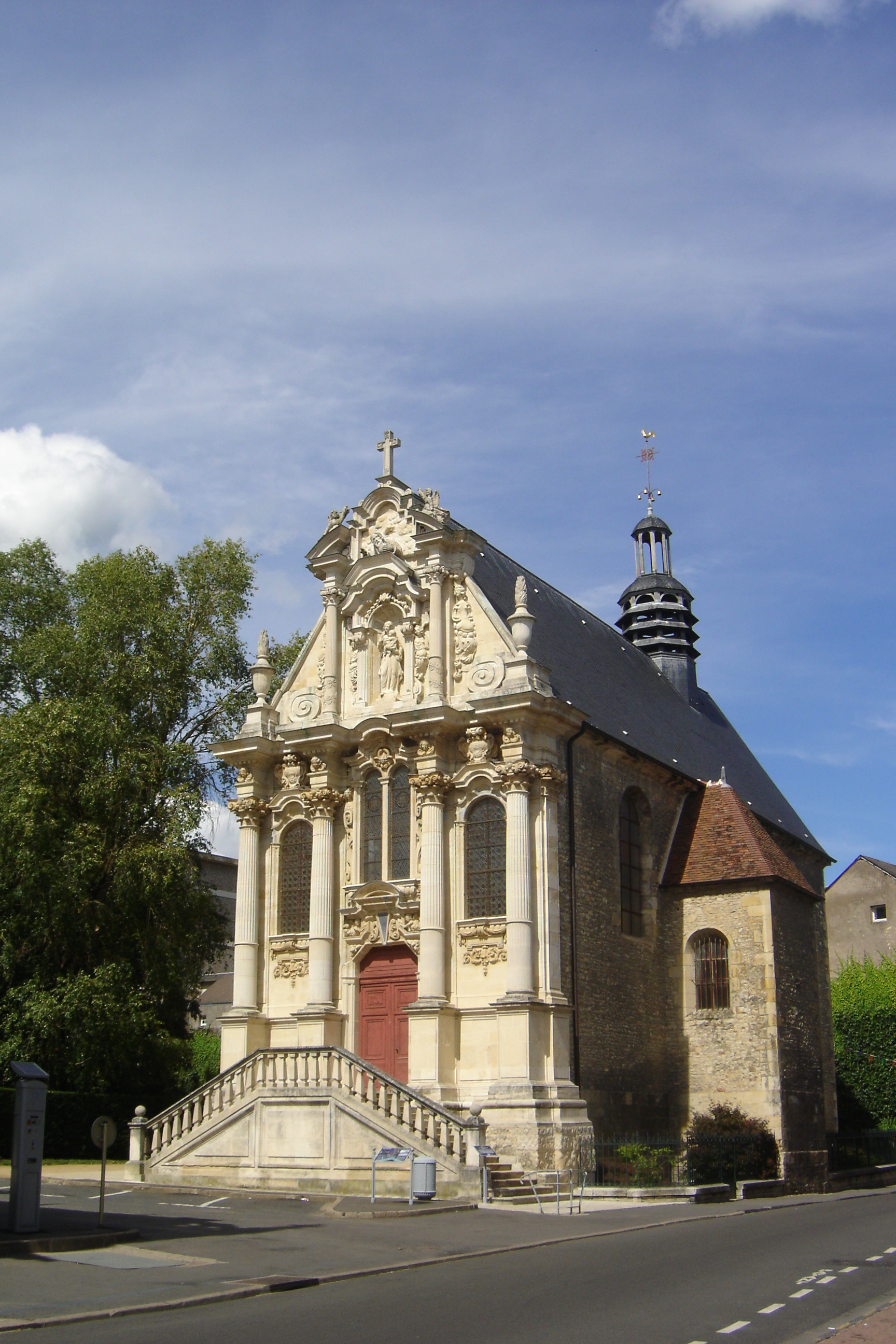
Капела Сент-Марі в Невері
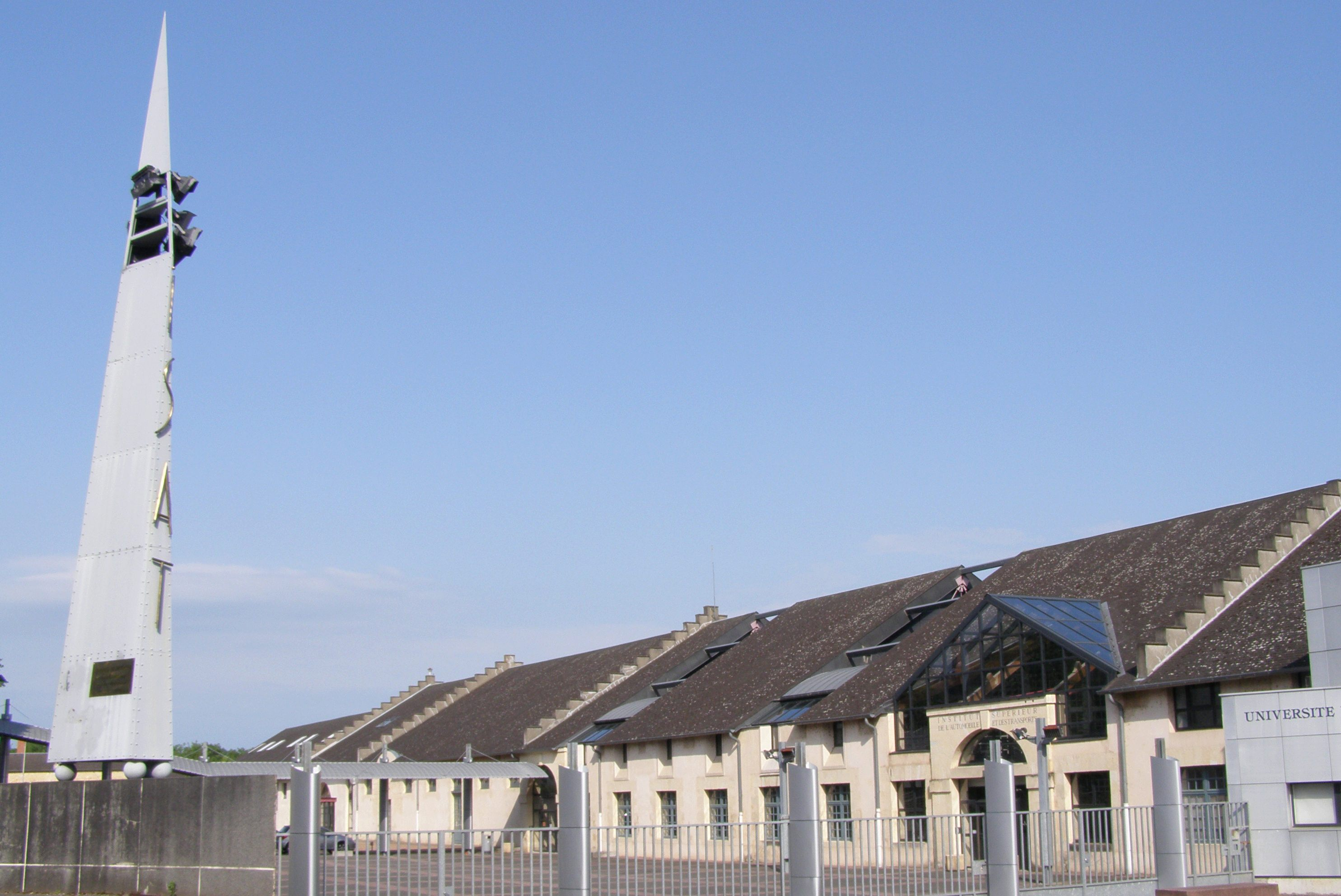
Вищий автомобільний і транспортний інститут